# Prix littéraires du Gouverneur général 1979
Liste des Prix littéraires du Gouverneur général pour 1979, chacun suivi des finalistes.
Cette édition est la première à procéder à l'annonce, dans chaque catégorie, d'une liste de finalistes avant l'annonce, environ un mois plus tard, des lauréats.

## Français

### Prix du Gouverneur général: romans et nouvelles de langue française
- Marie-Claire Blais, Le Sourd dans la ville
- Suzanne Jacob, La Survie
- Suzanne Paradis, Miss Charlie

### Prix du Gouverneur général: poésie ou théâtre de langue française
- Robert Melançon, Peinture aveugle
- Marcel Bélanger, Migrations
- André Roy, Les Passions du samedi

### Prix du Gouverneur général: études et essais de langue française
- Dominique Clift et Sheila McLeod Arnopoulos, Le Fait anglais au Québec
- Daniel Latouche, Une société de l'ambiguïté
- Pierre Nepveu, Les Mots à l'écoute

## Anglais

### Prix du Gouverneur général: romans et nouvelles de langue anglaise
- Jack Hodgins, The Resurrection of Joseph Bourne
- Margaret Atwood, Life Before Man
- Matt Cohen, The Sweet Second Summer of Kitty Malone

### Prix du Gouverneur général: poésie ou théâtre de langue anglaise
- Michael Ondaatje, There's a Trick with a Knife I'm Learning to Do
- Erin Mouré, Empire, York Street
- Susan Musgrave, A Man to Marry, a Man to Bury

### Prix du Gouverneur général: études et essais de langue anglaise
- Maria Tippett, Emily Carr
- Robert Bothwell and William Kilbourn, C.D. Howe
- Larry Pratt and John Richards, Prairie Capitalism